# Maciço des Bornes
O Maciço des Bornes (em francês:  Massif des Bornes) é um maciço dos Alpes Ocidentais, grupo dos Pré-Alpes da Saboia, que se situa no departamento francês da Alta Saboia, e cujo ponto culminante é a Pointe Blanche com 2438 m de altitude.

## Situação
O maciço está limitado pela depressão de Thônes e a cordilheira des Aravis onde se encontram os pontos mais altos da região dos Pré-Alpes, como a referida Pointe Blanche.
O maciço é acessível por diversos vales, como por exemplo:
- de Annecy para ir a Thônes
- de Bonneville para ir a Saint-Jean-de-Sixt
- de Megève pelo colo des Aravis a 1486 m, para ir a La Clusaz
- de Cluses pelo colo da Colombière que acede ao Grand-Bornand
- de Faverges e Ugine pelo colo do Marais que acede a Thônes.

## Desportos
São três as principais estâncias de desportos de inverno com um certo carácter familiar: Le Grand-Bornand, Le Mont-Saxonnex, e Saint-Jean-de-Sixt.

## SOIUSA

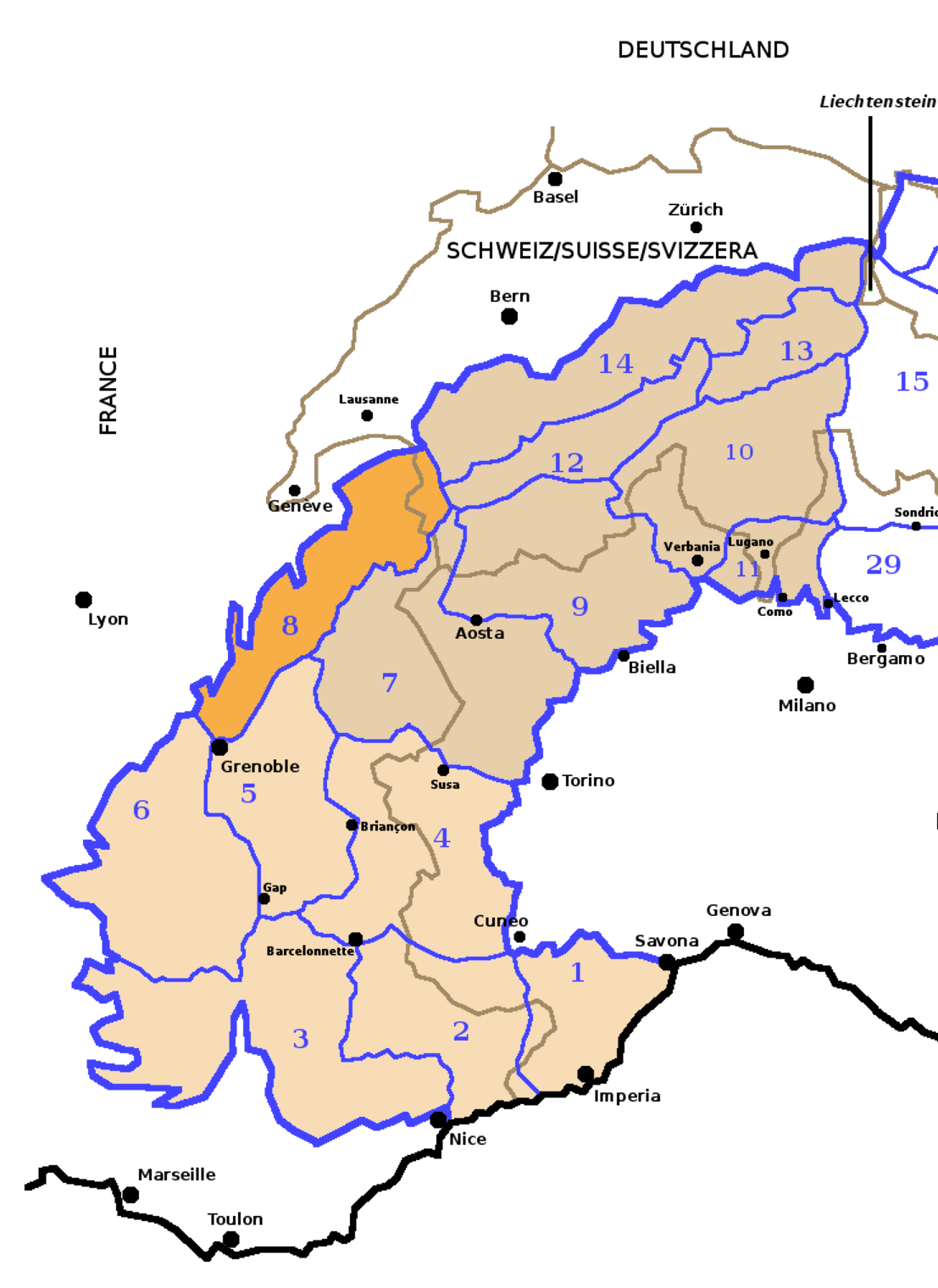
Zona de localização 8

A Subdivisão Orográfica Internacional Unificada do Sistema Alpino (SOIUSA) criada em 2005, dividiu os Alpes em duas grandes partes:Alpes Ocidentais e Alpes Orientais, separados pela linha formada pelo  Rio Reno - Passo de Spluga - Lago de Como - Lago de Lecco.
Segundo a SOIUSA, os  Pré-Alpes da Saboia são formados pelo conjunto de Aiguilles Rouges, Pré-Alpes do Giffre, Pré-Alpes do Chablais, Pré-Alpes de Bornes, Pré-Alpes de Bauges, e Pré-Alpes da Chartreuse.

### Classificação  SOIUSA
Assim os Pré-Alpes de Bornes são  uma Sub-secção alpina  com a seguinte classificação:
- Parte = Alpes Ocidentais
- Grande sector alpino = Alpes Ocidentais-Norte
- Secção alpina = Pré-Alpes da Saboia
- Sub-secção alpina =  Pré-Alpes de Bornes
- Código = I/B-8.IV